# 桂潜太郎
桂 潜太郎（かつら せんたろう、1855年1月26日〈安政元年12月9日〉 - 1928年〈昭和3年〉11月21日）は、明治から昭和時代初期の官吏。宮中顧問官。旧姓は細迫。

## 経歴
長門国豊浦郡阿川村（豊北町を経て現下関市豊北町大字阿川）に生まれる。細迫礼介の長男。1884年（明治17年）5月、絶家桂庄左衛門の家を再興する。東京専門学校校外生となり、英法を学ぶ。宮内省華族局に出仕し、のち爵位局主事に就任。宮内書記官を兼ねたのち、東宮主事に転じ、東伏見宮別当を兼ね、東伏見宮別当泰宮御養育掛長兼宮中顧問官に就任した。墓所は多磨霊園。